# 塞尔韦略
塞尔韦略，是西班牙加泰罗尼亚巴塞罗那省的一个市镇。总面积24平方公里，总人口8721人（2013年），人口密度362人/平方公里。